# Gottfried Lorenz
Gottfried Lorenz (* 1940) ist ein deutscher Lehrer, Historiker und Autor.

## Leben
Lorenz wurde in Schlesien geboren, studierte Geschichte, Germanistik, Soziologie und Skandinavistik in Göttingen und Saarbrücken und promovierte 1969 in Neuerer Geschichte. Nach seinem Studium war er zunächst als wissenschaftlicher Mitarbeiter in Bonn bei der Vereinigung zur Erforschung der Neueren Geschichte tätig, absolvierte dann sein Referendariat in Flensburg und war anschließend bis 2005 als Lehrer für Geschichte und Deutsch zunächst in Reinbek und dann am Gymnasium in Glinde in Schleswig-Holstein tätig, zuletzt als Studiendirektor. Bereits während seiner Zeit im Schuldienst war er wissenschaftlich aktiv und blieb dies auch im Ruhestand; als Autor veröffentlichte er mehrere Bücher, insbesondere zum Dreißigjährigen Krieg, zur altisländischen Mythologie und zur Geschichte der Homosexuellen in Hamburg von 1919 bis in die Gegenwart.

## Veröffentlichungen (Auswahl)
- Ein schwules Leben? Erinnerungs- und Gedankensplitter. Frieling, Berlin 2022, ISBN 978-3-8280-3693-2
- Übersetzung des Romans Passionsspelet von Jonas Gardell unter dem Titel: Das Passionsspiel. AT Edition, Münster 2016, ISBN 978-3-89781-251-2.
- Übersetzung des Romans En livslång kärlek vom Bengt Söderbergh unter dem Titel: Eine lebenslange Liebe. AT Edition, Münster 2016, ISBN 978-3-89781-252-9.
- Heinrich Christian Meier und seine beiden Bücher über das Konzentrationslager Neuengamme. In: Rosa Strippe e. V. (Hrsg.): Ausgrenzung – Verfolgung – Akzeptanz. Festschrift zum 35. Geburtstag des Vereins Rosa Strippe [in Bochum]. Marta Press, Hamburg 2016, ISBN 978-3-944442-28-0.
- Diskriminieren – Kriminalisieren – Eliminieren. Studien zur Geschichte der Homosexualität in Hamburg vor und nach 1945 (= Schriftenreihe Studien zur Zeitgeschichte. Band 96). Verlag Dr. Kovač, Hamburg 2016, ISBN 978-3-8300-8939-1.
- Liberales Hamburg? Homosexuellenverfolgung durch Polizei und Justiz nach 1945 (mit Ulf Bollmann), Hamburg 2013, ISBN 978-3-925495-33-5 (Begleitband zu der gleichnamigen Ausstellung in der Grundbuchhalle des Hamburger Justizforums im Sommer 2013).
- Töv, di schiet ik an. Beiträge zur Hamburger Schwulengeschichte (= Gender-Diskussion. Band 20). LIT Verlag. Berlin/Münster 2013, ISBN 978-3-643-12173-8.
- Sündenbabel Harburg? Homosexuellen- und Pädophilen-Skandale in Hamburg-Harburg während der NS-Zeit. In: Invertito. Jahrbuch für die Geschichte der Homosexualitäten. Band 13. Hrsg. vom Fachverband Homosexualität und Geschichte e. V. Männerschwarm Verlag, Hamburg 2011, ISBN 978-3-86300-118-6, urn:nbn:de:101:1-201406091316, ZDB-ID 1498731-4 (uni-hamburg.de [PDF; 9,1 MB; eingeschränkter Zugriff]).
- Hamburg als Homosexuellenhauptstadt der 1950er Jahre. Die Homophilen-Szene und ihre Unterstützer für die Abschaffung des § 175 StGB. In: Ohnmacht und Aufbegehren. Homosexuelle Männer in der frühen Bundesrepublik (= Edition Waldschlösschen. Band 9; Geschichte der Homosexuellen in Deutschland nach 1945. Band 1). Hrsg. von Andreas Pretzel, Volker Weiß. Hamburg 2010, ISBN 978-3-939542-81-0.
- Homosexuellen-Verfolgung in Hamburg. 1919–1969 (mit Bernhard Rosenkranz und Ulf Bollmann). Lambda, Hamburg 2009, ISBN 978-3-925495-32-8.
- Hamburg auf anderen Wegen (mit Bernhard Rosenkranz). Lambda, Hamburg 2005, ISBN 3-925495-30-4.
- Flensborg Avis – eine dänische Zeitung in Deutschland. Beobachtungen eines Lesers aus dem Hamburger Umland 1988 bis1993, Teil I. In: Grenzfriedenshefte (1994), Heft 1, S. 18–31 (Digitalisat), Teil 2. In: Grenzfriedenshefte (1994), Heft 2, S. 54–67 (Digitalisat).
- (als Hrsg.) Quellen zur Vorgeschichte und zu den Anfängen des Dreißigjährigen Krieges (= Ausgewählte Quellen zur deutschen Geschichte der Neuzeit. Band 19). Wissenschaftliche Buchgesellschaft, Darmstadt 1991, ISBN 3-534-04833-4, urn:nbn:de:101:1-2019062305404748274879.
- (als Hrsg.) Quellen zur Geschichte Wallensteins (= Ausgewählte Quellen zur deutschen Geschichte der Neuzeit. Band 20). Wissenschaftliche Buchgesellschaft, Darmstadt 1987, ISBN 3-534-01245-3, urn:nbn:de:101:1-2019062305341497858494.
- Snorri Sturluson, Gylfaginning. Texte, Übersetzung, Kommentar (= Texte zur Forschung. Band 48). Wissenschaftliche Buchgesellschaft, Darmstadt 1984, ISBN 3-534-09324-0 (Text altisländisch und deutsch; Standardwerk zur Gylfaginning).
- (als Bearb.) Acta Pacis Westphalicae (APW). II C. Band. 3: Die schwedischen Korrespondenzen 1646–47. Aschendorff, Münster 1975, DNB 750380780 (in der Vorlage falsche ISBN 3-402-5021-8).
- Das Erzstift Bremen und der Administrator Friedrich während des Westfälischen Friedenskongresses. Ein Beitrag zur Geschichte des schwedisch-dänischen Machtkampfes im 17. Jahrhundert (= Schriftenreihe der Vereinigung zur Erforschung der Neueren Geschichte e. V. Band 4). Aschendorff, Münster/Westf. 1969, DNB 457459557 (Zugl.: Dissertation, Univ. des Saarlandes, Saarbrücken 1969, DNB 482595868).